# José Martínez Tornel
José Martínez Tornel (Patiño, Murcia, 5 de septiembre de 1845 - 11 de mayo de 1916) fue periodista, abogado, escritor y durante un tiempo, archivero en la ciudad de Murcia. Fundador y director del Diario de Murcia, siempre estuvo muy interesado en las tradiciones murcianas.

## Biografía

### Infancia y adolescencia
José Martínez Tornel nació en Patiño (Murcia) en 1845. Hijo de José Martínez Romero, un humilde labrador y de Catalina Tornel Murcia. Tuvo siete hermanos: Fuensanta, Isabel, Joaquín, Teresa, Antonio, Andrés y Francisco. Siendo aún un niño se trasladó a vivir a Murcia junto a su hermana Fuensanta a casa de sus abuelos y ahí se empezó a rodear de todo lo relacionado con la Iglesia. Creció bajo una educación religiosa, fue monaguillo de San Nicolás, después entró en las Escuelas de la Inclusa y finalmente, ingresó en el Seminario Mayor de San Fulgencio, donde recibió una sólida formación católica que aparece reflejada a lo largo de su vida como en su obra poética La reina de los mártires (1867).
Cuando su abuelo falleció, decidió irse a Madrid a estudiar Derecho, pero tras la insistencia de su madre regresó a Murcia. Acabó licenciándose en Derecho en Valencia en 1896 y un año después ingresó en el Colegio de Abogados de Murcia. Aunque ejerció como abogado a lo largo de su vida, desde joven se sintió atraído por el periodismo, asimismo sintió gran interés por los temas de historia y las tradiciones locales, influido por el movimiento romántico tradicionalista imperante en esa época.

### Etapa periodística en Murcia
La pasión que Martínez Tornel sentía por el periodismo la mostró muy joven, con 17 años, Rafael Almazán, director de La Paz de Murcia, le publicó unas décimas que él mismo había escrito dedicadas al Duque de Rivas tras su muerte. Con 19 años ya colaboraba en los periódicos La Paz de Murcia y El Comercio, pero durante 24 años estuvo dirigiendo El Diario de Murcia, convirtiéndolo en el periódico de todos los murcianos bajo el lema "Un periódico para todos". Cada día se podía leer la actualidad y opinión de los murcianos y no sólo la de la prensa de Madrid. Incluso una vez cerrado "El Diario" continuó escribiendo una columna diaria titulada "Diario de Murcia" en El Liberal hasta el día de su muerte en 1916.
El 2 de junio de 1876 fue nombrado archivero del archivo municipal de Murcia, manteniéndose en el puesto hasta su muerte en 1916. En el archivo realizó una amplia tarea de organización de documentos y también consiguió salvar el archivo durante la riada de Santa Teresa en 1879, tras la inundación de los locales municipales.

### Cargos de relevancia que ocupó

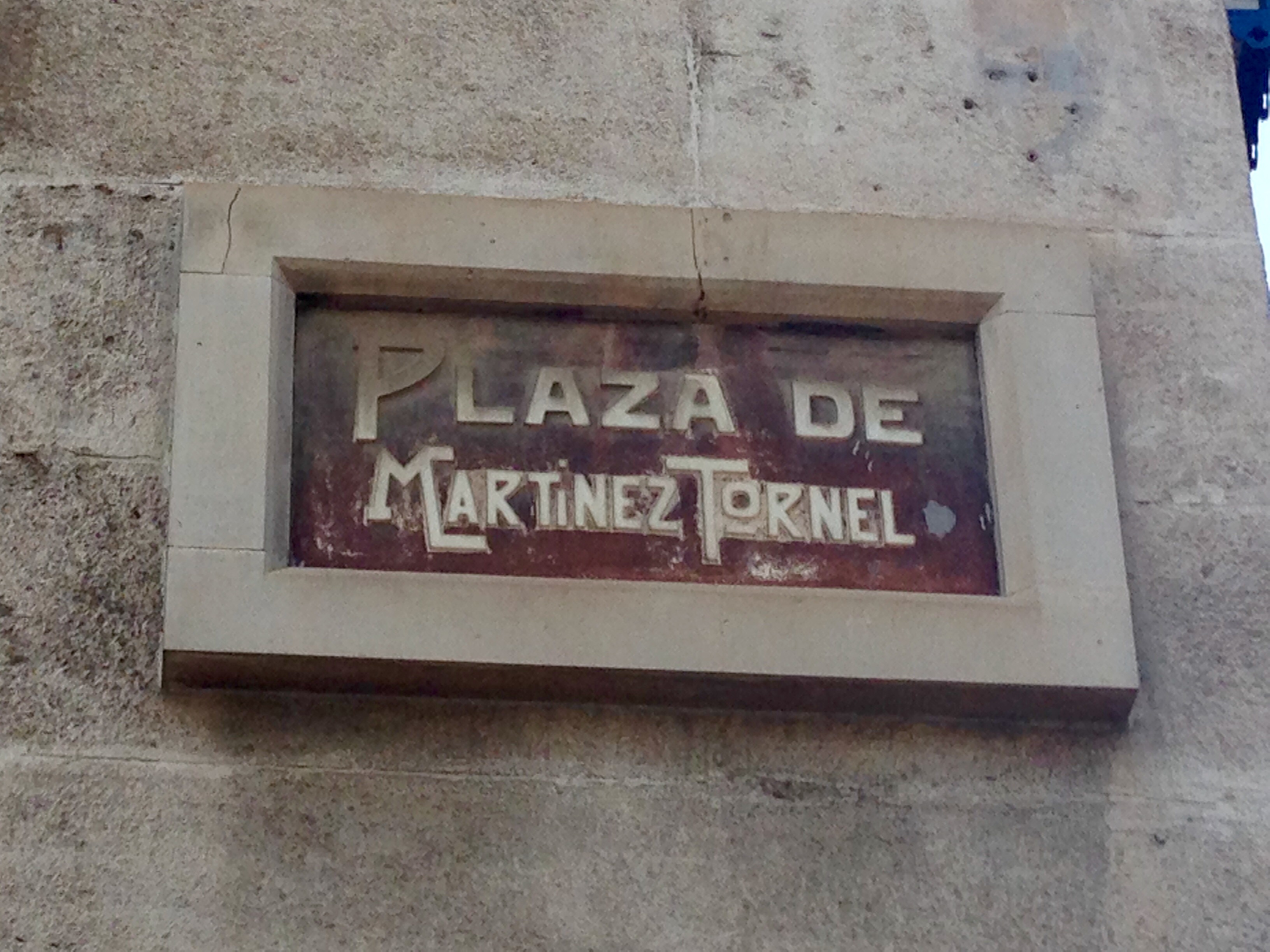
Placa de la Plaza de Martínez Tornel

En julio de 1872 fue elegido Secretario del Comité del Partido Republicano, bajo la presidencia de don José Cayuela Ramón. 
El 2 de junio de 1876 fue nombrado archivero del Archivo Municipal de Murcia, siendo el primer archivero de Murcia. Allí realizó una amplia tarea de organización de documentos, consiguió salvar el archivo durante la riada de Santa Teresa en 1879 y durante el tiempo que estuvo de encargado se recuperaron numerosas obras que se creían perdidas.
El 7 de mayo de 1900 fue nombrado decano de la prensa local como recoge el Heraldo de Murcia.
En 1902 fue elegido Secretario General del Círculo de Bellas Artes como se puede leer en El Correo de Murcia. 
Cuando se creó la Asociación de la Prensa de Murcia, el 13 de julio de 1906, fue nombrado su primer presidente, cargo que sólo ocupó 15 días ya que dimitió tal y como explicó en un escrito en El Liberal (Murcia). En 1913 de nuevo ocupó este cargo ya hasta el día de su muerte y lo compaginó con el de Secretario de la Cámara de Comercio de Murcia desde 1910.

## Obra

### El Diario de Murcia
Aunque ha escrito obras variadas, su obra principal es El Diario de Murcia, que empezó a publicarse el 15 de febrero de 1879. En sus cuatro páginas recogía la información de Murcia, así como de las noticias nacionales. Este diario lo convirtió en fuente de información para los murcianos en primer lugar, pero también como fuente de información sobre Murcia en España y el extranjero. Un ejemplo conocido fue el tratamiento de la riada de Santa Teresa en 1879. El 15 de octubre de 1879 Martínez Tornel y su diario, así como todos los murcianos, tuvieron que enfrentarse a un acontecimiento catastrófico para Murcia. Los caudales de los ríos Guadalentín y Segura aumentaron originando una fuerte riada que arrasó desde Puerto Lumbreras hasta la pedanía murciana de Zeneta. Martínez Tornel informó de todo cuanto sucedió en las páginas de su diario y el 16 de octubre decidió colocar en la portada del diario una esquela en homenaje a las víctimas. Debido a este desastre, el diario consiguió vender 25000 ejemplares, alcanzando récords de ventas y llegando a todos los puntos de España. Esta riada hizo que por primera vez un diario dedicara todas sus páginas a informar sobre el acontecimiento. Tornel aprovechó su diario para solicitar al presidente del gobierno de aquel momento, Arsenio Martínez Campos, que iniciara una suscripción, pidiendo su solidaridad y la de España. También escribió una carta-súplica  al rey Alfonso XII solicitando ayuda para esta ciudad que sufrió grandes pérdidas. 
Alfonso XII visitó Murcia el 20 de octubre para ver los daños que la inundación había causado y posteriormente a la visita, Martínez Tornel le dedicó un poema en su periódico.
Algunas revistas se hicieron eco de esta catástrofe, así La Ilustración Española y Americana dedicó la mayoría de sus páginas del día 22 y del 30 de octubre a la inundación mediante unos grabados. El Imparcial fue el primer diario de tirada nacional que abrió una suscripción para proporcionar ayuda a Murcia. Las palabras de Martínez Tornel escritas en su periódico llegaron a salir fuera de las fronteras de España, a través de la publicación de un periódico de tirada única, el diario Paris-Murcie: Journal publié au profit des victimes des inondations d’Espagne, dirigido por M. Edouard Lebey y que tuvo como colaboradores a Víctor Hugo y a Alejandro Dumas, entre otros, y que pidieron ayuda para la ciudad de Murcia. Otra triste noticia que tuvo gran importancia en el tratamiento del diario fue la epidemia de cólera de 1885.
A partir de 1893 cambió el formato y el diseño del diario de las dos columnas a las cinco columnas y se insertaron titulares grandes y negros. Además, aumentó la publicidad, así como el contenido. En noviembre de 1893 se empezaron a publicar dos ediciones: la de la noche y la de la mañana, pero en 1894 desapareció la edición de la noche. También se cambió la ubicación del diario de la Calle San Nicolás a la Calle Sociedad. Algunas de las secciones que recogió el diario en 1899 fueron: Local y Municipal, Festiva y de Amenidades, Información Provincial, Literaria, Noticias Históricas, Curiosas. A partir de esta fecha se insertaron las noticias, las esquelas y los anuncios de otros productos, pero disminuyó la información tanto nacional como internacional. En 1902 la redacción de El Diario de Murcia fue asaltada por unos 200 hombres hiriendo a redactores y a cajistas y disparando al hermano de José Martínez Tornel que trabajaba en el diario y que resultó ileso. Este atentado estaba relacionado más con una cuestión comercial que política debido a una campaña que seguía El Diario de Murcia acerca del pimentón en la que se defendía la exportación del pimentón sin añadidos.
Tras el asalto, Martínez Tornel pasó a editar su periódico en los talleres de El Liberal. El último número de El Diario de Murcia salió el 10 de mayo de 1903 en el que Tornel escribió un artículo de despedida. Una vez cerrado el diario, Tornel continuó escribiendo una columna diaria en El Liberal hasta el día de su muerte en 1916.
Además, al ser propietario de "El Diario" utilizó su imprenta, sita en la calle Sociedad, como centro para la difusión de literatura murciana y recuperación de la misma por escritores como: Díaz Cassou, Jara Carrillo, Andrés Baquero, Frutos Baeza, Pío Tejera,...

### Otras obras
Son muchas sus obras dirigidas a recopilar, dar a conocer y fomentar el uso del lenguaje tradicional murciano, así como las tradiciones y las costumbres murcianas. A través de ellas, Tornel trató de acercar la historia de la ciudad de Murcia a los lectores mediante situaciones típicas de la vida popular. Fueron muchos los distintos géneros que Martínez Tornel, como escritor, cultivó a lo largo de su vida, pero se podrían resumir en tres:
Romances y poemas dedicados a Murcia, a sus gentes, sus costumbres y entre los que encontramos:
- Cantares populares murcianos, una colección que incluye los cantares que escribió con un vocabulario típico huertano.[7]
- Por la fuente del Galtero, cuento que muestra la diferencia entre dos familias huertanas que termina con el matrimonio de los hijos de ambas.

Otros títulos son:
- Murcia Árabe, conquistada por Don Jaime, Las Glorias de Murcia y Los Romances Populares murcianos entre estos romances tenemos a La Virgen de la Fuensanta, El Cantón Murciano, El busano de la sea, Las desgracias del Tío Pacorro, Murcia por don Alfonso X el Sabio, La hilandera huertana, Angelicos al cielo.

Romances  históricos, entre los que tenemos que destacar:
- La literatura en Murcia, Historia de Murcia donde Tornel retrata a Cascales y también hace un análisis crítico de las obras de este humanista.
- Noticias históricas y curiosas de Murcia,Cuentos y tradiciones murcianas que contienen La Dolorosa de Salzillo, Blas Reyes y La Riada de San Calixto.

Obras de género teatral, donde también utiliza el lenguaje murciano y suele ubicarlas en la huerta murciana, como:
- El hijo de su paere escrito en una sola noche y con estilo huertano.
- Murcia de mi corazón, una zarzuela formada por dos actos.
- Fuensanta. Zarzuela estrenada en 1909 con música del compositor Emilio Ramírez Valiente.[8]
- Las bodas de Dulcinea, a propósito huertano (1905) que fue escrita expresamente para la celebración del tercer centenario del Quijote; y está llena de dialectalismos, voces populares, ambientándose en la Huerta de Murcia.[9]

De este modo se pudieron recuperar bastantes materiales de tradición oral. Dos de sus cuadros de costumbres más conocidos son: El ventorrillo y Un velatorio de Ángel.